# Teodor Currentzis

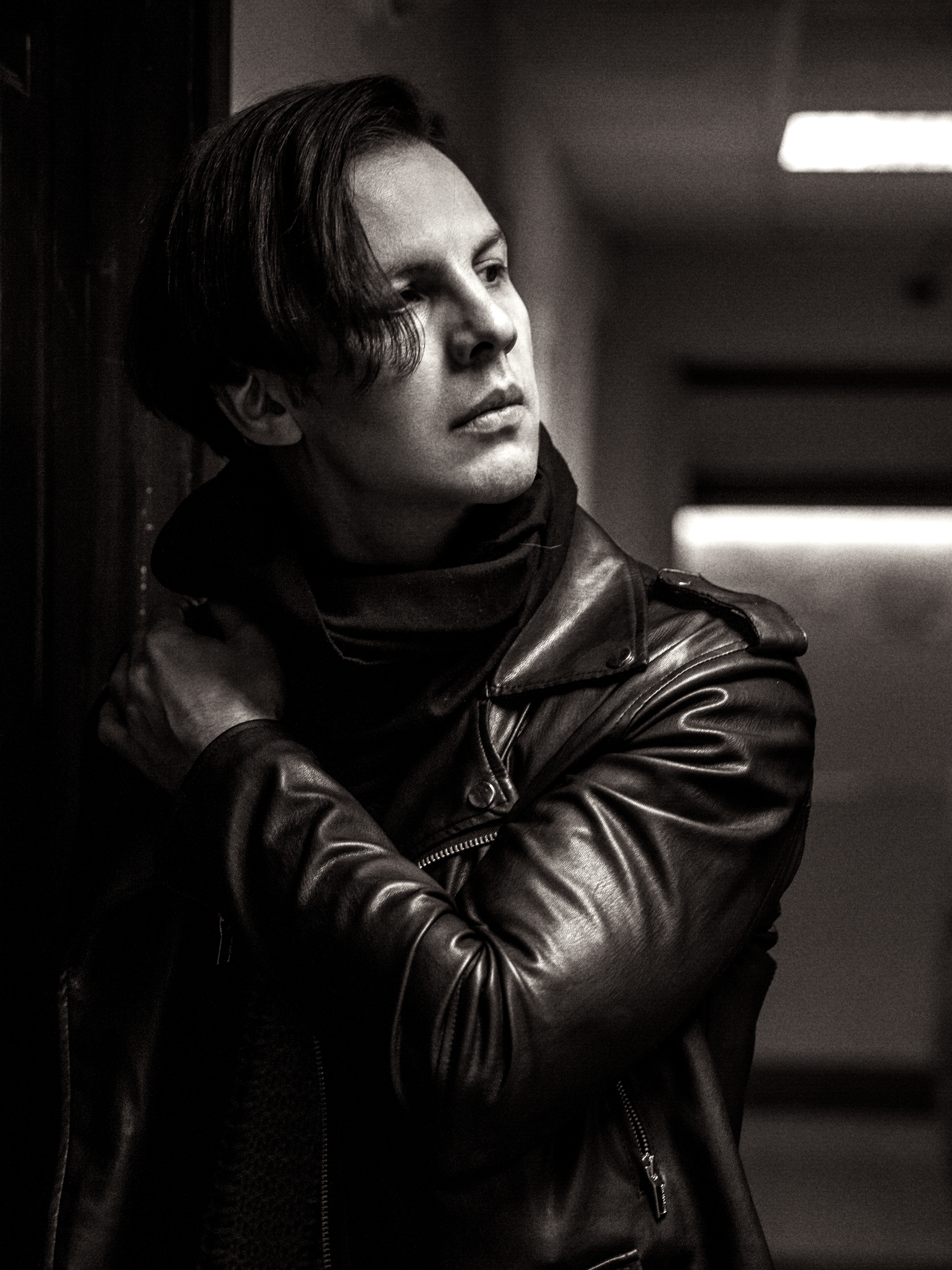
Teodor Currentzis (2016)

Teodor Currentzis (auch Teodoros Kurentzis, griechisch Θεόδωρος Κουρεντζής [θɛˈɔðɔrɔs kurɛnˈʣis]; * 24. Februar 1972 in Athen) ist ein griechischer Dirigent, Musiker und Schauspieler, der zusätzlich auch die russische Staatsbürgerschaft besitzt. Er ist künstlerischer Leiter der Ensembles MusicAeterna und Utopia und war von 2018 bis 2024 Chefdirigent des SWR Symphonieorchesters.

## Leben
Teodor Currentzis wuchs auf als Sohn einer Pianistin, sein Bruder ist Komponist. Er begann im Alter von 5 Jahren mit Klavierunterricht und erhielt ab 7 Jahren Violinunterricht, den er mit 12 Jahren am Nationalen Konservatorium in Athen fortsetzte.
Von 1987 bis 1989 studierte er unter anderem bei George Hadjinikos Komposition und begann 1987 ein Dirigierstudium in Athen, das er von 1994 bis 1999 am Sankt Petersburger Konservatorium bei Ilja Musin weiterstudierte.

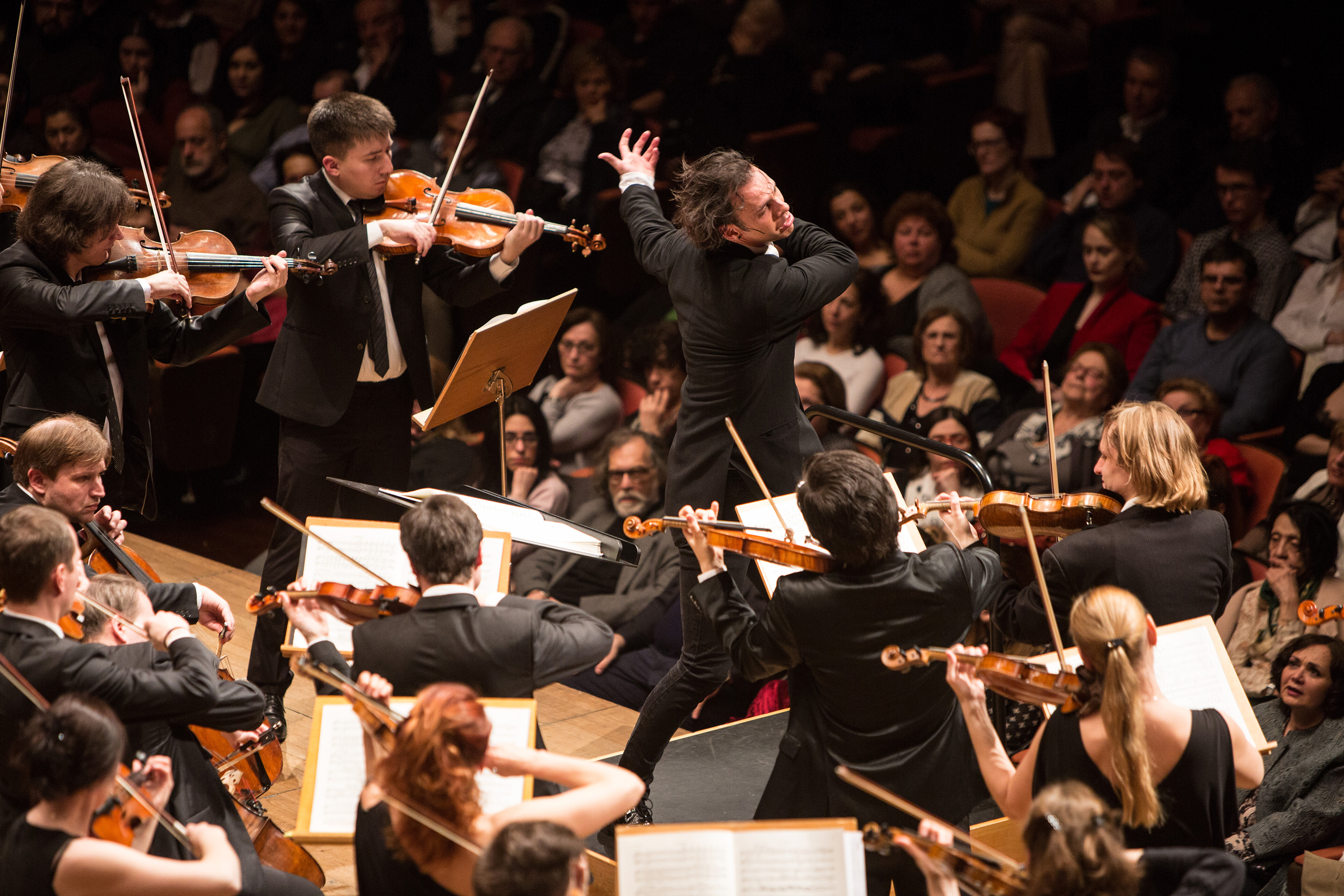
Currentzis dirigiert das Orchester von MusicAeterna

In den Jahren von 2004 bis 2010 war Currentzis Chefdirigent am Nowosibirsker Staatlichen Akademischen Opern- und Balletttheater in Nowosibirsk, dem größten Opernhaus in Sibirien. Dort gründete er das Ensemble MusicAeterna und den Neuen Sibirischen Sänger-Kammerchor und wurde für seine Arbeit dort mehrfach ausgezeichnet.
2006 leitete Currentzis Konzerte zusammen mit dem Sänger Alexey Kudrya in Moskau und Nowosibirsk anlässlich des 250. Geburtstages von Wolfgang Amadeus Mozart.
Currentzis war von Februar 2011 bis Sommer 2019 Musikdirektor des Opern- und Ballett-Theaters in Perm. Dazu war er ab 2011 Erster Ständiger Gastdirigent des SWR Sinfonieorchesters Baden-Baden und Freiburg.
Im Film Dau des Regisseurs Ilja Chrschanowski von 2011, der das Leben des russisch-jüdischen Physik-Nobelpreisträgers Lew Landau schildert, übernahm Currentzis die Hauptrolle.
Am 11. September 2016 strahlte der französisch-deutsche Fernsehsender Arte die österreichische Dokumentation Currentzis – Der Klassikrebell aus.
2017 hat Currentzis erstmals bei den Salzburger Festspielen dirigiert. Ab Beginn der Spielzeit 2018/19 war er Chefdirigent des SWR Symphonieorchesters; im Juni 2024 verließ er das Orchester.
In Zusammenarbeit mit Outhere Music gründete Currentzis 2024 sein eigenes Label Theta, das die Musik seiner Ensembles veröffentlichen wird. Den Auftakt bildet 2025 die Veröffentlichung einer Aufnahme von Bruckners 9. Sinfonie, eingespielt von seinem 2022 gegründeten internationalen Orchester Utopia.

## Kontroversen
2012 sagte Currentzis fünf Tage vor Probenbeginn den Donaueschingen Musiktagen ab, das Eröffnungskonzert mit dem SWR Symphonieorchester zu dirigieren. Nachdem sein Vertrag unterzeichnet war, war er bis zu seiner Absage nicht mehr zu erreichen. Zwischendurch forderte seine Agentur mehrfach Tonaufnahmen der noch nie aufgeführten Kompositionen an, die welturaufzuführen Currentzis sich verpflichtet hatte. Der SWR dokumentierte online die Chronologie der skurrilen Kommunikation mit Currentzis und seiner Agentur.

## Kritik
2014 geriet Currentzis in die Kritik ausländischer Medien, weil er die ihm von Staatspräsident Wladimir Putin per Dekret verliehene russische Staatsbürgerschaft zusätzlich zur griechischen annahm.
Currentzis kritisierte öffentlich den 2017 über den Regisseur Kirill Serebrennikow verhängten Hausarrest. Nach dem russischen Überfall auf die Ukraine im Februar 2022 kündigte er ein Benefizkonzert in Wien für ukrainische Flüchtlinge an, das letztlich aber aus Gründen, für die Currentzis nicht verantwortlich war, nicht stattfand. Currentzis äußert sich nicht öffentlich zum russischen Überfall. Verschiedene Veranstalter sagten daraufhin Auftritte von ihm ab. Der Musikjournalist Axel Brüggemann kritisierte Currentzis in seiner Crescendo-Kolumne wiederholt für die finanzielle Abhängigkeit seines Ensembles MusicAeterna von russischen Mäzenen und staatsnahen Unternehmen wie der VTB-Bank.

## Auszeichnungen
Goldene Maske des Russischen Theaterverbands
- 2004: Auszeichnung als Bester Operndirigent für Verdis Aida an der Staatsoper Nowosibirsk
- 2007: Ehrung für eine brillante Aufführung von Prokofjews Musik für Prokofjews Cinderella
- 2008: Ehrung für herausragende Leistungen im Bereich der historischen Aufführung für Mozarts Le nozze di Figaro
- 2011: Auszeichnung als Bester Operndirigent für Alban Bergs Wozzeck am Bolschoi-Theater in Moskau
- 2013: Auszeichnung als Bester Operndirigent für Mozarts Così fan tutte an der Staatsoper Perm
- 2015: Auszeichnung als Bester Operndirigent für Purcells The Indian Queen an der Staatsoper Perm
- 2017: Auszeichnung als Bester Operndirigent für Verdis La traviata an der Staatsoper Perm

Echo Klassik
- 2014: Auszeichnung in der Kategorie Operneinspielung des Jahres für die Aufnahme von Mozarts Le nozze di Figaro[15]
- 2016: Auszeichnung in der Kategorie Sinfonische Einspielung (Musik 20./21. Jh.) für die Aufnahme von Strawinskys Le sacre du printemps

Sonstige Auszeichnungen
- 2008: Orden der Freundschaft der Russischen Föderation
- 2016: Auszeichnung der Kritikerumfrage der Opernwelt als „Dirigent des Jahres“[16]
- 2016: KAIROS-Preis der Alfred Toepfer Stiftung.[17]
- 2018: Kommandeur des Phönix-Ordens der Hellenischen Republik[18]
- 2019: Bremer Musikfest-Preis[19]

## Diskografie

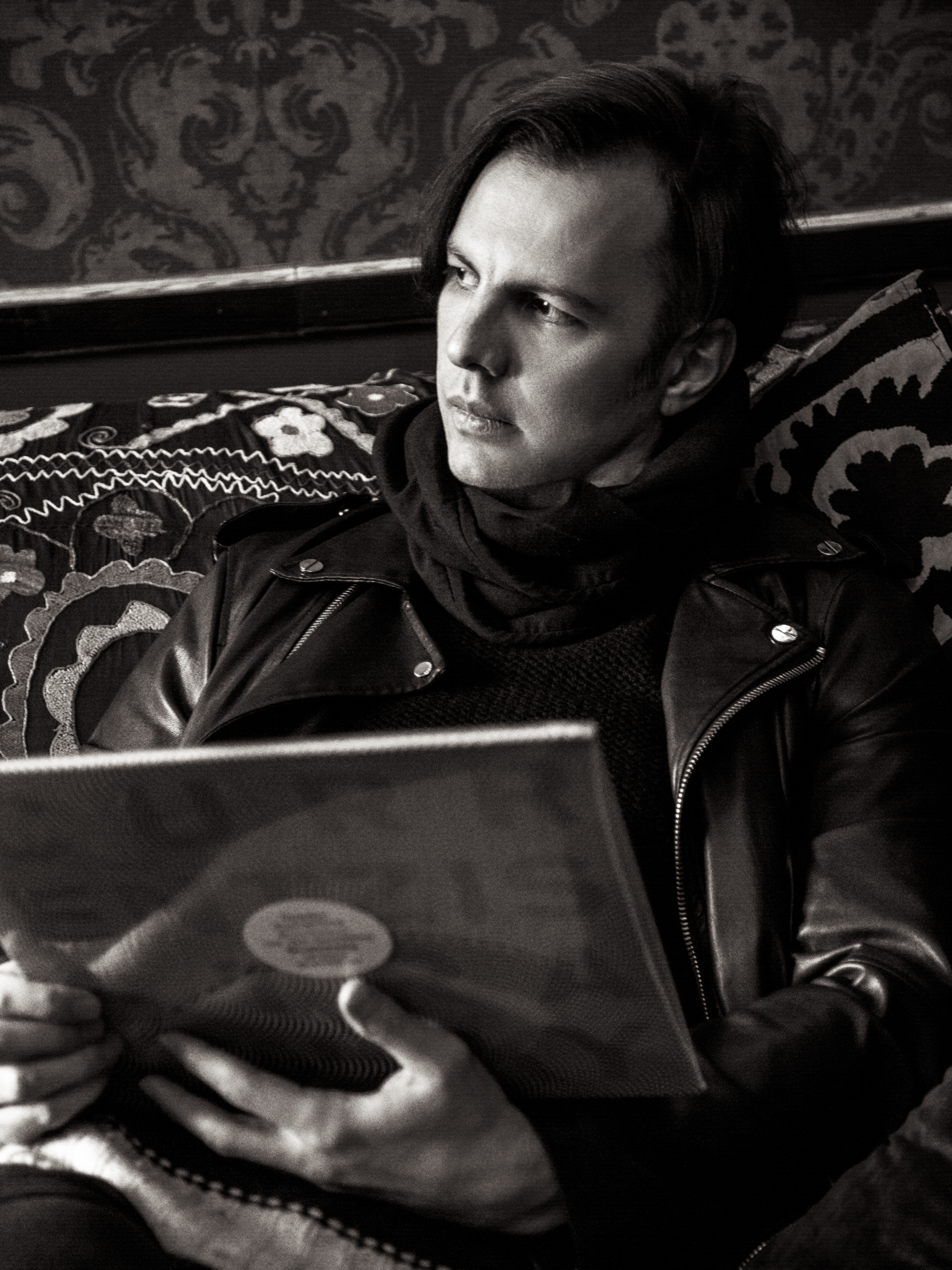
Currentzis mit seiner Schallplatte Le sacre du printemps (2016)

- 2008: Purcell: Dido and Aeneas, mit den New Siberian Singers; Solisten: Simone Kermes, Deborah York, Dimitris Tiliakos, Oleg Ryabets.
- 2010: Schostakowitsch: 14. Sinfonie, mit MusicAeterna; Solisten: Julia Korpacheva, Pjotr Migunow.
- 2011: Mozart: Requiem, mit MusicAeterna und den New Siberian Singers; Simone Kermes, Stephanie Houtzeel, Markus Brutscher, Arnaud Richard.
- 2014: Mozart: Le nozze di Figaro, mit MusicAeterna; Solisten: Simone Kermes, Andrei Bondarenko, Fanie Antonelou, Christian Van Horn.
- 2014: Rameau: Orchesterstücke „The Sound of Light“, mit MusicAeterna.
- 2015: Mozart: Così fan tutte, mit MusicAeterna.
- 2015: Strawinsky: Le sacre du printemps, mit MusicAeterna.
- 2016: Mozart: Don Giovanni, mit MusicAeterna.
- 2016: Tschaikowski: Violinkonzert op. 35 / Strawinsky: Les Noces, mit MusicAeterna, Solistin: Patricia Kopatchinskaja.
- 2016: Kurljandski: Nosferatu, mit MusicAeterna.
- 2017: Tschaikowski: 6. Sinfonie „Pathétique“, mit MusicAeterna (Sony, auch als LP erschienen).
- 2018: Mahler: 6. Sinfonie, mit MusicAeterna.
- 2020: Beethoven: 5. Sinfonie, mit MusicAeterna (Sony).
- 2021: Beethoven: 7. Sinfonie, mit MusicAeterna.

## Filme
- 2016: Teodor Currentzis: Der Klassikrebell, Dokumentarfilm von Christian Berger, Arte
- 2018: Conduction, Dokumentarfilm von Alexey Loginov
- 2018: Die Sprache unserer Träume. Der Dirigent Teodor Currentzis, Dokumentarfilm von Andreas Ammer